# Benito Vergara
Benito S. Vergara (Manilla, 23 juni 1934 - 24 oktober 2015) was een Filipijns wetenschapper. Hij was directeur van het International Rice Research Institute in Los Baños en werd bekend door zijn onderzoek naar rijst. Vergara werd in 2001 benoemd tot nationaal wetenschapper van de Filipijnen.

## Biografie
Benito Vergara werd geboren op 23 juni 1934 in de Filipijnse hoofdstad Manilla. Hij behaalde in 1955 een bachelor-diploma botanie aan de University of the Philippines. Aansluitend vertrok hij naar de Verenigde Staten om verder te studeren. Daar voltooide hij in 1959 een master-opleiding botanie aan de University of Hawaii. Een jaar later promoveerde hij op het onderwerp plantenfysiologie aan de University of Chicago.
In 1961 begon Vergara als onderzoeker plantenfysiologie bij het International Rice Research Institute (IRRI) in Los Baños. In 1984 werd hij benoemd tot hoofd van de afdeling plantenfysiologie en in 1991 volgde een benoeming tot directeur van het IRRI. Deze functie bekleedde hij tot hij in 1996 stopte als directeur bij het IRRI. Wel bleef hij als consultant verbonden aan het instituut. Na zijn periode bij het IRRI concentreerde hij zich in zijn werk als onderzoeker meer op sierplanten. Ook zette hij zich in voor de uitbreiding van het Philippine Science Heritage Center, ook wel bekend onder de naam Salinlahi..
Vergara deed tientallen jaren onderzoek naar rijst en heeft meer dan 500 publicaties op zijn naam staan. Zijn boek Farmer's Primer on Growing Rice verscheen in 48 talen talen over de hele wereld. Vergara kreeg voor zijn werk diverse onderscheidingen. In 1987 werd hij gekozen als lid van de National Academy of Science and Technology. In 2001 volgde een benoeming tot nationaal wetenschapper van de Filipijnen, de hoogst mogelijke onderscheiding voor een Filipijns wetenschapper.
Vergara overleed in 2015 op 81-jarige leeftijd en is getrouwd met Lina Manalo. Samen kregen ze drie kinderen.